# 도대체 왜?인구단
《도대체 왜?인구단》은 만화가 현용민의 웹툰이다.

## 개요
1980년대에서 1990년대에 걸친 대한민국의 유명 만화들의 인물들을 비뚤어진 모습으로 바꿔, 사회 풍자와 비판으로 웃음을 유도하고 있다. 제목의 '왜?인구단'은 외인구단을 패러디한 것이지만, 실제 작중에서 등장하는 '왜인구단'은 야구단이 아니라 축구단이다. 2010년 6월 28일 176화로 EnClean 미디어 연재란에서 연재를 종료하고 툰도시에서 연재를 계속하게 되었다.

## 등장인물

### 왜인구단
- 손병오 - 왜인구단의 감독.
- 여까치 - 공포의 외인구단의 오혜성을 패러디한 인물. 최검지를 짝사랑하고 있으나 최검지는 여까치의 라이벌인 우동탁의 연인이다.
- 모하니 - 달려라 하니의 하니를 패러디한 인물. 돈을 모아 성형수술을 받고 미인대회에 참가하려는 꿈을 갖고 있다.
- 독고턱 - 달려라 꼴찌의 독고탁을 패러디한 인물. 단신에 주걱턱으로 외모는 보잘것 없다. 원래 야구선수로 투수였으나 야구공 2개를 동시에 던지는 사기행각을 벌여 팀에서 퇴출당하고 손병오에 의해 발굴되었다.
- 셋삼 - 아기공룡 둘리의 둘리를 패러디한 인물. 녹색 털을 가진 강아지이다.
- 최약타 - 신의 아들의 최강타를 패러디한 인물. 고아원에서 자란 독자에 키 180cm임에도 불구하고 몸무게는 40kg밖에 나가지 않는데다가 치질, 무좀 환자이기까지 했다. 이렇게 최약타는 군대를 면제받았다. 거기에 최약타는 교통사고를 당해 한쪽 눈과 신장을 전광판이라는 뇌사상태가 된 권투선수에게 이식받아 매일밤마다 전광판의 영혼으로부터 권투를 하라는 강요를 받는다. 권투가 아닌 축구를 하게 된 탓에 전광판에 의해 괴롭힘을 당하며 전광판의 신장이 이상증세를 보이며 빈뇨(頻尿)환자로 전락하고 만다.
- 구연산 - 불청객시리즈의 구영탄을 패러디한 인물. 졸린눈의 구영탄과는 달리 있는 대로 크게 뜬 눈을 하고 있다. 전재산이 50억 원을 넘어가는 갑부라는 사실이 밝혀지면서 도대체 왜?인구단의 선수겸 구단주가 된다.
- 뺀찌 - 허영만 화백의 만화 망치를 패러디한 인물.
- 겨털도사 - 머털도사를 패러디한 인물. 어릴 적에 건더기도사에게 사육되다가 머리털이 영구제모된 것을 계기로 탈출하여 손병오의 밑으로 들어간다.
- 찐따 - 로봇 찌빠를 패러디한 인물. 사람이면서도 항상 로봇인 척하고 산다.
- 일심이 - 열네살 영심이의 영심이를 패러디한 인물. 원래 불량배로 만나는 사람들마다 돈을 뜯어냈으나 손병오를 만나면서부터 자신의 잘못을 뉘우치고 축구선수로서 거듭나기 위해 매일 노력하고 있다.
- 좌훈 - 20세기 기사단의 훈이를 패러디한 인물. 항상 스트라이커가 되고 싶어하지만 정작 담당된 포지션은 골키퍼. 그러나 골키퍼로서의 능력은 훌륭하다.

### 주변인물
- 최검지 - 우동탁의 연인. 하지만 진상인 우동탁과 뛰어난 능력을 보이는 여까치와 저울질을 하게 된다.
- 우동탁 - 여까치의 라이벌... 이라고는 하지만 사람 자체가 진상이다. 기분이 나쁘면 오히려 웃는 버릇이 있다.
- 백은하 - 구연산의 연인. 구연산이 가진 엄청난 재산에 탐이 나서 구연산의 연인이 된다.
- 백미나 - 손병오의 왜?인구단을 취재하는 기자.
- 전광판 - 권투선수. 시합도중 링에서 쓰러져 뇌사판정을 받는다. 이후 그의 각막과 신장이 최약타에게 이식되면서 전광판은 사망했고 이후 전광판의 영혼은 최약타에게 권투를 하라고 독촉한다. 최약타가 권투가 아닌 축구를 하자 전광판은 최약타를 자신의 신장을 이용하여 요실금 환자로 만들어버린다.
- 홍무게 - 모하니의 체육선생.
- 조살기 - 조슬기의 패러디. 독고턱에게 사기행각을 가르친 부랑자의 딸.